# Joo Won Ahn
Joo Won Ahn (in hangŭl: 안주원; Wonju, 1993) è un danzatore sudcoreano, ballerino principale dell'American Ballet Theatre dal 2020.

## Biografia
Nato a Wonju, Joo Won Ahn ha studiato danza alla Sunhwa Arts School e alla Korea National University of Arts. Dopo aver vinto la medaglia d'oro dell'Youth America Grand Prix nel 2013, Ahn si è unito all'American Ballet Theatre nel 2014. Nel 2019 è stato promosso a solista e nel 2020, all'età di ventisei anni, al rango di ballerino principale.
All'interno della compagnia ha danzato molti dei maggiori ruoli maschili del repertorio, tra cui Apollo nell'Apollon musagète di George Balanchine, Solor ne La Bayadère, Lankendem ne Le Corsaire, Albrecht in Giselle, Siegfried ne Il lago dei cigni e il Principe ne Lo schiaccianoci.